# Amphinemura sulcicollis
Amphinemura sulcicollis (лат.) — вид веснянок из семейства немурид.

## Описание
Длина тела от 5 до 7,6 мм. Тело и ноги коричневого цвета. От других видов рода достоверно отличается только деталями строения последних сегментов брюшка. Анальная пластинка (эпипрокт) снизу без шипов, изогнуты на вершине. Парапрокты двухлопастные. Личинки развиваются в горных ручьях. Имаго вылетают с конца мая до августа. Встречается в Европе.